# Larga De Bobeira
Larga De Bobeira este un cântec lansat de cântărețul brazilian Michel Teló.A ajuns pe poziția 27 în Billboard Brazilia.

## Topuri
| Paradas (2010)                                              | Melhor posição |
| ----------------------------------------------------------- | -------------- |
| Brazilia Billboard Brasil Hot 100 Airplay                   | 27             |
| Brazilia Billboard Brasil Hot Popular Songs                 | 35             |
| Brazilia Billboard Brasil Regional Curitiba Hot Songs       | 53             |
| Brazilia Billboard Brasil Regional Porto Alegre Hot Songs   | 35             |
| Brazilia Billboard Brasil Regional Ribeirão Preto Hot Songs | 25             |
| Brazilia Billboard Brasil Regional Campinas Hot Songs       | 13             |
| Brazilia Billboard Brasil Regional Belo Horizonte Hot Songs | 34             |
| Brazilia Billboard Brasil Regional São Paulo Hot Songs      | 11             |